# گروسهاری
گروسهاری (به آلمانی: Großharrie) یک شهر در آلمان است که در (Plön District) واقع شده‌است. گروسهاری ۵۴۳ نفر جمعیت دارد.